# يوهان فورستر
يوهان فورستر (بالألمانية: Johann Forster)‏ هو عالم عقيدة ألماني، ولد في 10 يوليو 1496 في آوغسبورغ في ألمانيا، وتوفي في 7 ديسمبر 1558 في فيتنبرغ في ألمانيا.